# Twenix

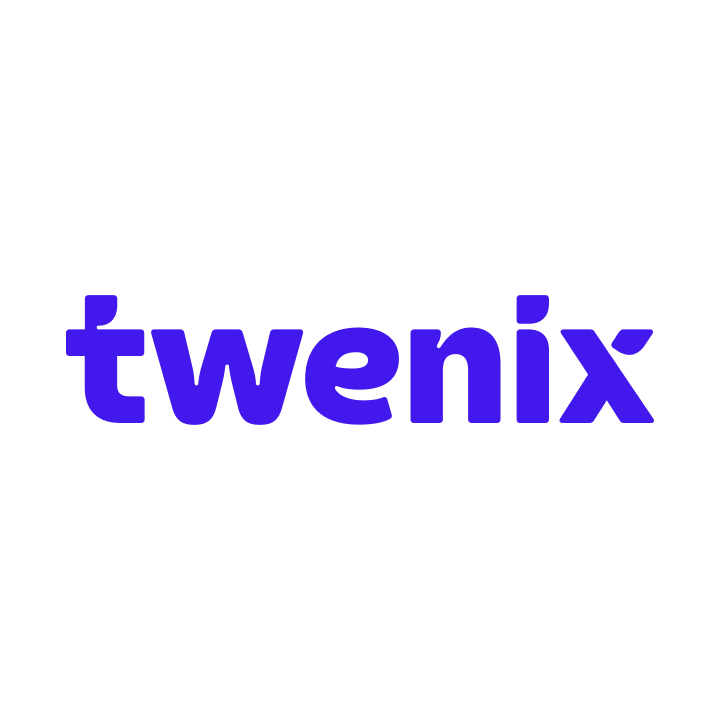
Logotipo de Twenix

Twenix es una plataforma de aprendizaje de idiomas en línea enfocada en mejorar la fluidez de los hablantes a través de clases conversacionales. Su metodología se basa en sesiones individuales de 26 minutos con profesores de todo el mundo, enfocado para el entorno laboral.
Las oficinas de Twenix están ubicadas en Almería y Madrid. En 2024, la empresa contaba con un equipo de 90 empleados y más de 800 profesores de 30 nacionalidades diferentes, brindando servicio en España e Italia.

## Historia
La empresa fue fundada en 2017 por Jorge Moreno (CEO) y Daniel Delgado (COO). Poco después, se unieron José Antonio Ruiz (CTO) y Miguel Sanz (CFO), quienes contribuyeron al desarrollo tecnológico y financiero de la startup.
En sus inicios, Twenix operaba como una plataforma que utilizaba Skype para conectar a alumnos con profesores de inglés, enfocándose en la mejora de la fluidez mediante clases conversacionales. En 2018, la empresa fue seleccionada para formar parte de la aceleradora de startups de Telefónica.
En 2019, Twenix ingresó en el programa de aceleración de Conector, un hub de emprendimiento que facilitó el acceso a inversores y mentores del sector edtech. Ese mismo año, cerró su primera ronda de inversión por 100.000 euros, respaldada por varios business angels especializados en tecnología. 
En 2020, con el crecimiento de la demanda de formación online impulsada por la pandemia de COVID-19, Twenix cerró una segunda ronda de inversión de 335 000 euros, liderada por JME Ventures.  Durante ese año, la empresa multiplicó su facturación por 3 veces.
En diciembre de 2021, Twenix cerró una nueva ronda de 2 millones de euros, con la participación de Banco Sabadell, Inveready, JME Ventures y Brighteye, con el objetivo de consolidar su crecimiento en España e Italia. 
Para 2023, Twenix había alcanzado una facturación de 7,2 millones de euros, impartió 360 000 clases y movilizó a 800 profesores de 30 nacionalidades. Su equipo creció hasta 90 empleados.

## Producto
El producto de Twenix se basa en un sistema marketplace de tutoría enfocado en la conversación.La plataforma permite a los alumnos elegir clases con profesores según diversos parámetros, como disponibilidad horaria, nivel de inglés y objetivos profesionales.
Twenix ha desarrollado una metodología de aprendizaje basada en microcursos estructurados, que combinan conversación real con herramientas de inteligencia artificial para mejorar la retención de conocimientos.  La plataforma también integra funcionalidades como pruebas de nivel y seguimiento del progreso.
Twenix se centra exclusivamente en la enseñanza del inglés, ofreciendo clases en línea de 26 minutos con profesores de distintas nacionalidades. Su enfoque principal está dirigido a profesionales y empresas.

## Reconocimiento
En septiembre de 2024, Twenix ganó el premio de BME Scaleup en la tercera edición de AI Andalus Innovation Venture.
En octubre de 2024, Twenix entró en la lista “LinkedIn Top Startups 2024” de Madrid.
En febrero de 2025, Twenix entró en el ranking “Deloitte Technology Fast 50 Programme”.
En mayo de 2025, Twenix fue finalista de la tercera edición del "EY Scale Up Award".
En junio de 2025, Twenix fue seleccionada en el "2025 Europe EdTech 200" de HolonIQ.